# الإمبراطور كوبون
الإمبراطور كوبون (باليابانية: 弘文天皇 كوبون تينو) (648 - 21 أغسطس 672) كان الإمبراطور التاسع والثلاثون في اليابان. وفقا للتواريخ التقليدية فإن فترة حكمه امتدت بين عامي 671و 672.